# Avicii – My Last Show
Avicii – My Last Show är en svensk musikfilm som utgörs av Aviciis sista spelning som ägde rum i Ushuaïa på Ibiza den 28 augusti 2016. Filmen hade premiär på Netflix den 31 december 2024. Samma dag släppte Netflix även dokumentärfilmen Avicii – I'm Tim.

## Medverkande (i urval)
- Tim "Avicii" Bergling